# 홍윤표 (시인)
홍윤표(洪胤杓, 1950년 ~ )는 대한민국의 시인, 사진가, 시조시인(동시조(童時調) 포함), 작사가, 국가공인행정관리사, 행정학석사, 명예문학박사이다. 필명은 아호(雅號), 지송(池松), 학촌(鶴村)이다.
인천광역시에서 출생하였고, 충청남도 당진군에서 자라게 된다. 한국방송통신대학 행정학과, 경희대학교 행정대학원(공공행정전공), 공주대학교 산업과학대학원(지역개발학)을 졸업하였다.

## 주요 학위
- 1978년 한국방송통신대 행정학사
- 2000년 미국플로리다주 NCIU 명예문학박사
- 2003년 국립공주대학교산업과학대학원 행정학석사

## 학위논문
- 농촌주민의 환경보전의식에 관한 연구(하드카바논문개별제작,2003-02)
- 농어촌 환경보전의식에 관한 연구(하드카바양장지 단행본,2003-2)

## 등단작품
- 월간 문학세계(1990년) 풍경외 4년 당선
- 계간 시안(詩眼, 2000년) 미수(米壽)에 대하여 당선
- 계간 시조문학(1991년) 난지도 해당화 외 당선

## 사진부문
- 월간사진 추대작가(1986년)
- 월간사진초대작가(1987년)
- 충청남도사진대전초대작가